# Acanthoderes ferruginea
Acanthoderes ferruginea es una especie de escarabajo del género Acanthoderes, familia Cerambycidae. Fue descrita científicamente por Chemsak & Hovore en 2002.
Se distribuye por Guatemala y México. Posee una longitud corporal de 11 milímetros. El período de vuelo de esta especie ocurre en los meses de junio y octubre.